# Franklin S. Forsberg
Franklin S. Forsberg, född 21 oktober 1905 i Salt Lake City, Utah, död 29 mars 2002 i Greenwich, Connecticut, var USA:s ambassadör i Sverige åren 1981–1985. Han tog värvning i USA:s armé 1942. I armén grundade han flera publikationer och nådde rangen av överste. Efter att han lämnade armen verkade han som under ett antal årtionden som publicist.
Forsbergs far härstammade från Horndal i sydöstra Dalarna. Fadern växte upp vid Horndals bruk i en liten stuga som heter Lusbostugan. Lusbostugan är Horndals äldsta byggnad och donerades till By hemvärn av Fagersta Bruks AB 1949. Sommaren år 2000 beslutades att hemvärnsföreningen skulle försöka renovera stugan. En insamling startade, varvid Forsberg skänkte hälften av de insamlade medlen. Renoveringsarbetet har dröjt på grund av brist på frivillig arbetskraft och tillräckliga ekonomiska resurser. Hemvärnsföreningen beslutade år 2005 att skänka stugan till den intilliggande bruksparken.
Forsberg var en stor Sverigevän. Förutom donationen till Lusbostugan gav han en större donation till bevarandet av Visby ringmur, vilket uppmärksammas genom den stentavla som sitter uppsatt i Snäckgärdsporten i ringmuren. Han utsågs till 1986 års Sverigeamerikan av den amerikanska Vasaorden. 
Forsberg efterlämnade vid sin död sin hustru Ann, avliden 2007, samt tre barn.